# Rafael Cámara
Rafael Cámara Rodríguez-Valenzuela (Bilbao, 15 de mayo de 1965) es un abogado economista por la Universidad de Deusto. Letrado del Tribunal Vasco de Cuentas Públicas habiendo iniciado su carrera profesional como auditor de cuentas en 1989 en Price Waterhouse. En elecciones municipales y forales de 1995 fue elegido miembro de las Juntas Generales de Álava y portavoz de Hacienda y Presupuestos en el Grupo Popular.

## Trayectoria
El 3 de marzo de 1996 fue elegido diputado a Cortes por la circunscripción de Álava en las elecciones generales, ejerciendo la responsabilidad de portavoz adjunto por el Grupo Parlamentario Popular en la Comisión Mixta Congreso-Senado para las Relaciones con el Tribunal de Cuentas.
En las elecciones generales celebradas en el año 2000 fue reelegido diputado por la circunscripción de Álava, asumiendo la portavocía del Grupo Popular en la Comisión de Presupuestos del Congreso de los Diputados. Durante el periodo de ejercicio parlamentario en las Cortes, fue ponente de las Leyes de Presupuestos Generales del Estado de 1997 a 2002, así como Proyectos de Ley como la Ley de Medidas de Reforma del Sistema Financiera o las Leyes de cesiones de tributos y Ley de Financiación de las Comunidades Autónomas y miembro de la comisión de investigación de Gescartera.
El 11 de abril de 2003 el Consejo de Ministros a propuesta del Ministro de Hacienda, Cristóbal Montoro, fue nombrado Secretario General de Política Fiscal, Territorial y Comunitaria y Secretario del Consejo de Política Fiscal y Financiera. Dejó su escaño en el Congreso, siendo sustituido por Santiago Abascal Escuza.
El 1 de mayo de 2004 se incorpora a la firma internacional de servicios profesionales Deloitte como responsable de Regulación.
El 24 de octubre de 2006 fue elegido Presidente del Instituto de Censores Jurados de Cuentas de España, corporación de derecho público representativa de los auditores de cuentas de España, creada en 1947.
El 15 de diciembre de 2010 fue elegido en el Council de la Federación Europea de Expertos Contables, miembro de su Comité Ejecutivo como Vicepresidente.